# Hertsberge
Hertsberge (en Flamenc occidental Ertsberge) un nucli del municipi d'Oostkamp a la província de Flandes Occidental a la regió flamenca de Bèlgica. Fins a l'1 de gener de 1977 va ser un municipi independent. L'1 de gener del 2014 tenia 1.934 habitants a una superfície de 1116 hectàrees.

## Geografia i economia
Hertsberge és part de l'Houtland a la zona geogràfica «Flandes sorrosa», a les conques del Rivierbeek i Hertsbergebeek, que desguassa al Canal Gant-Bruges, excavat a l'edat mitjana a la vall de l'antic Zuidleie, entre serrats sorrosos baixos que daten de l'Eocè (fa uns 40 a 70 millions d'anys) i unes valls argiloses al·luvials. Els boscs es troben principalment a les zones arrenoses, una reforestació d'una antiga landa, al marge dels Rivierbeek i Hertsbergebeek, on s'ha creat una parc natural amb paisatges interessants al Kampveld a cavall amb el municipi veí de Waardamme. No hi ha cap eix principal de trànsit que travessa el poble, una petita carretera segundària, la N50g, el connecta amb la sortida de l'autopista E40 d'Oostkamp. Altres rierols secundaris són l'Oude Blauhuisbeek, el Blauwhuisbeek, el Ringbeek, el Poversbeek i el Bornebeek.
Tot i que la urbanització creixent ha canviat parts del poble en zona residencial, l'agricultura i la silvicultura queden activitats econòmiques majors. S'hi conrea sègol, civada i altres plantes de pastura per a la ramaderia de vaques, porcs i aviram. Al nord del poble s'ha creat el polígon industrial del Kampveld d'unes 35 hectàrees amb una trentena d'empreses artesanals, industrials (fabricacions metàl·liques, sucreria, enquadernació industrial) i de transport.

## Història
El municipi va ser creat el 1919. L'1 de gener del 1977 va fusionar amb Oostkamp.
Galeria

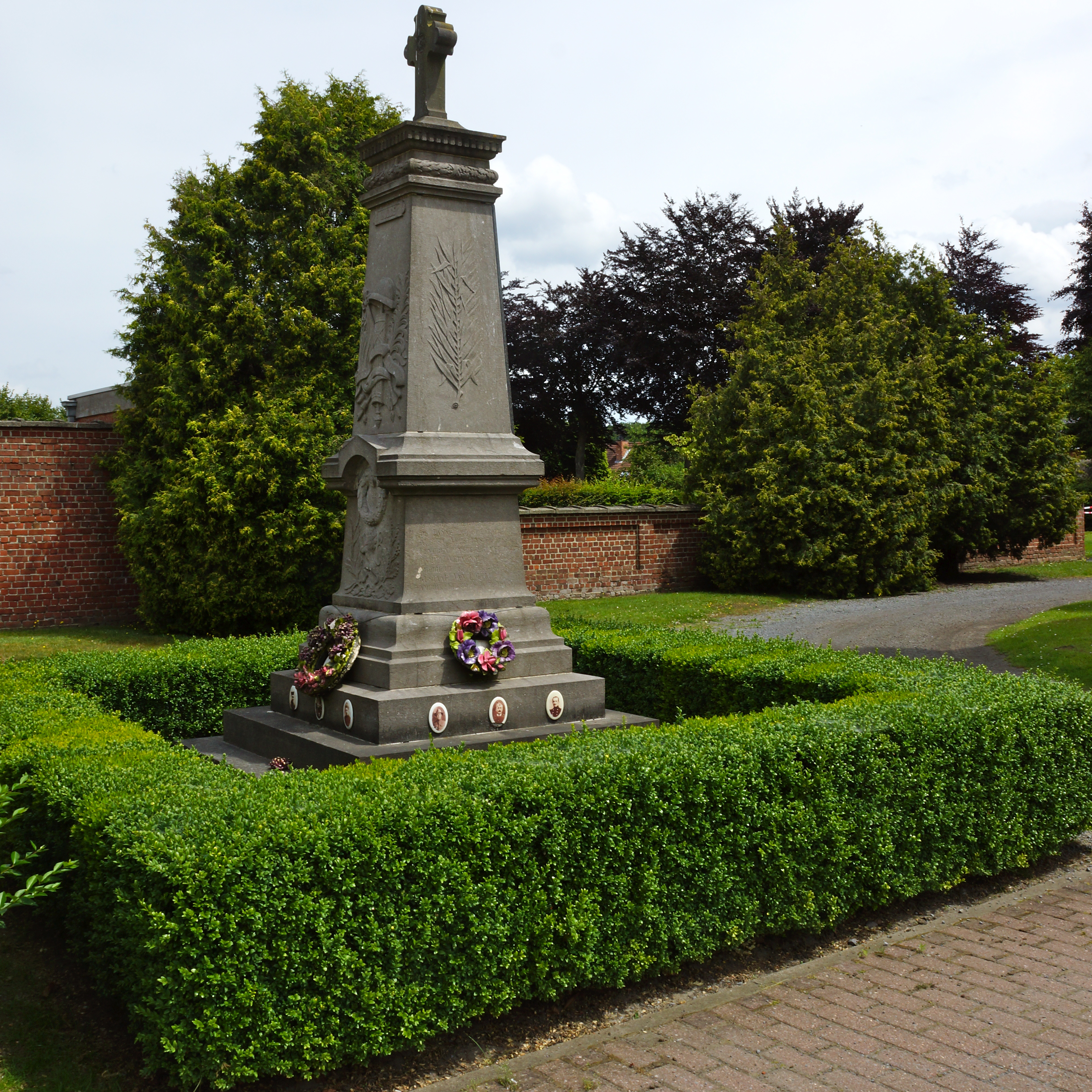
Monument a les víctimes de la Primera Guerra Mundial
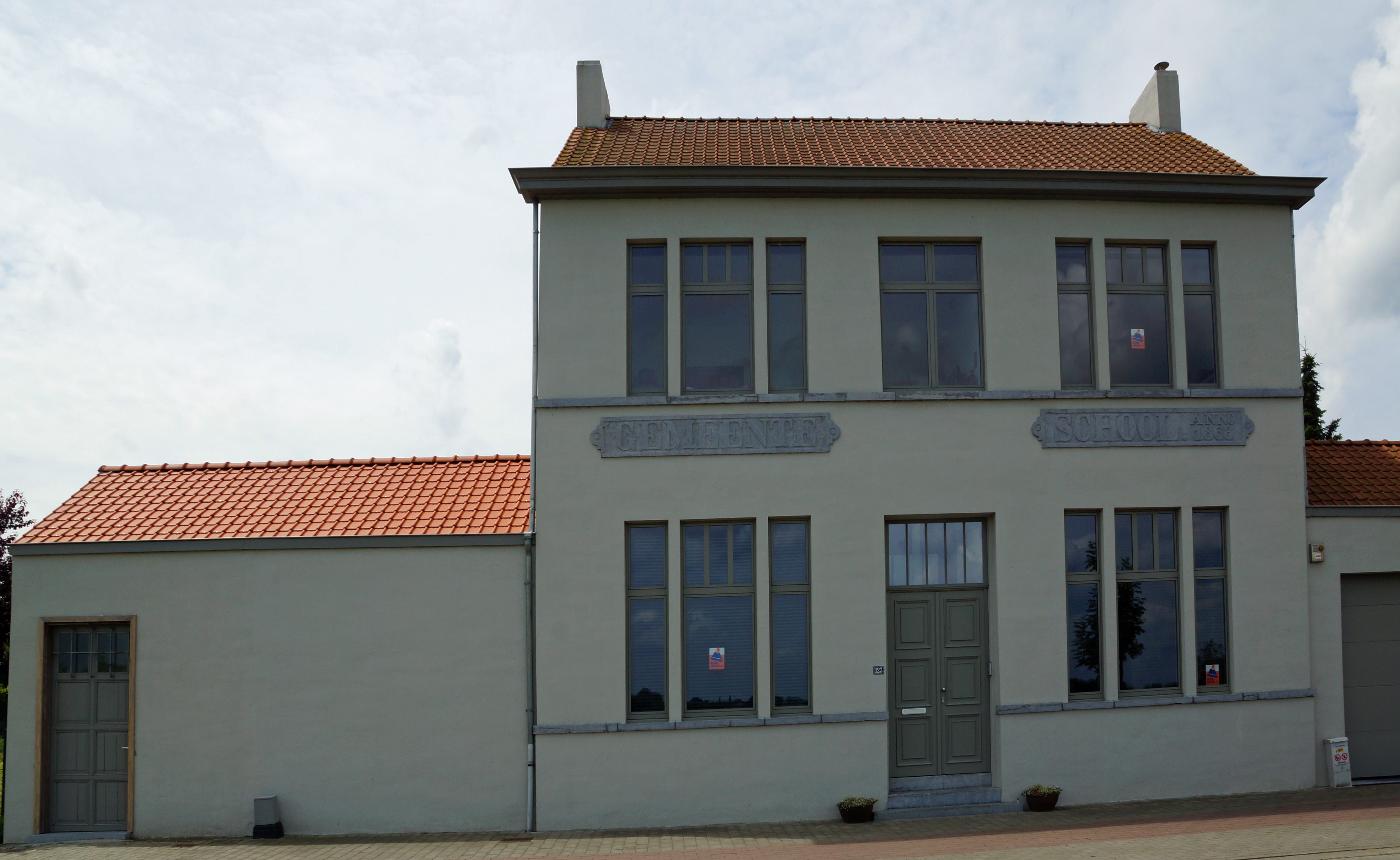
Escola municipal del 1868
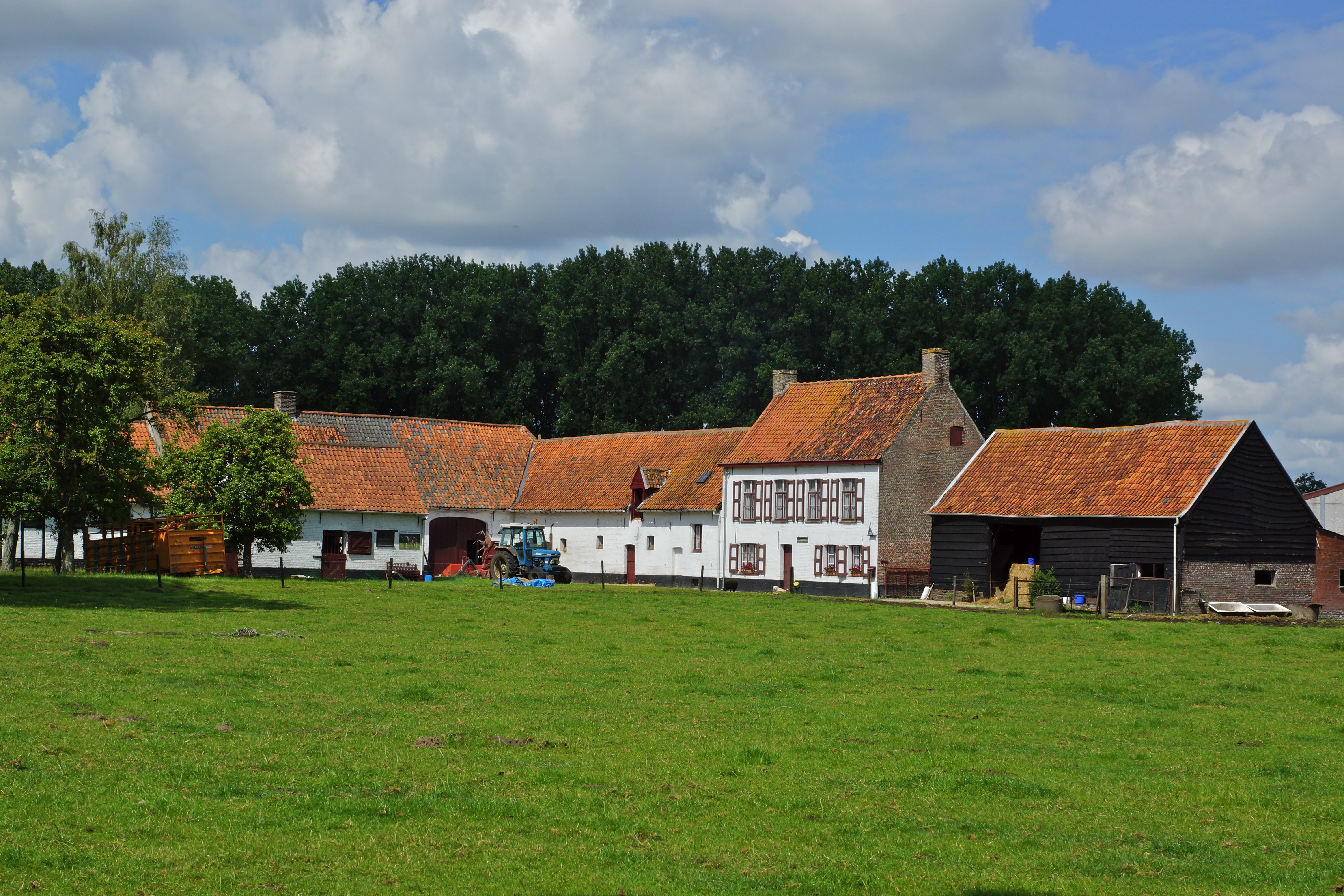
La masia Kampveldhoeve (Monument llistat)

Persones d'Hertsberge
- Joan d'Hertsberbe

Llocs d'interés
- La xarxa de senders per a vianants lents